# Astronotus crassipinnis
Astronotus crassipinnis là một loài cá trong họ Cichlidae, nó ít được biết đến hơn loài cùng chi Astronotus ocellatus. A. crassipinnis hiếm khi xuất hiện tại các hồ cá thương mại do nó rất ít khi được xuất khẩu từ Nam Mỹ và nhiều khu vực nó sống chưa được khai hóa. Chúng có mặt tại các lưu vực sông Amazon ở Peru, Bolivia, Paraguay, và Brazil. Astronotus crassipinnis dài tối đa 9,4 in (24 cm).

## Tên
Astronotus xuất phát từ tiếng Hy Lạp, Astra nghĩa là "tia vây" và Noton là "lưng". Crassipinnis cũng có nguồn gốc Hy Lạp, Crassus nghĩa là "béo" và Pinna là "cá".